# Ленни-Ким
Ленни-Ким (фр. Lenni-Kim, настоящее имя — Lenni-Kim Lalande, род. 8 сентября 2001, Монреаль, Квебек) — канадский певец и актёр.

## Биография

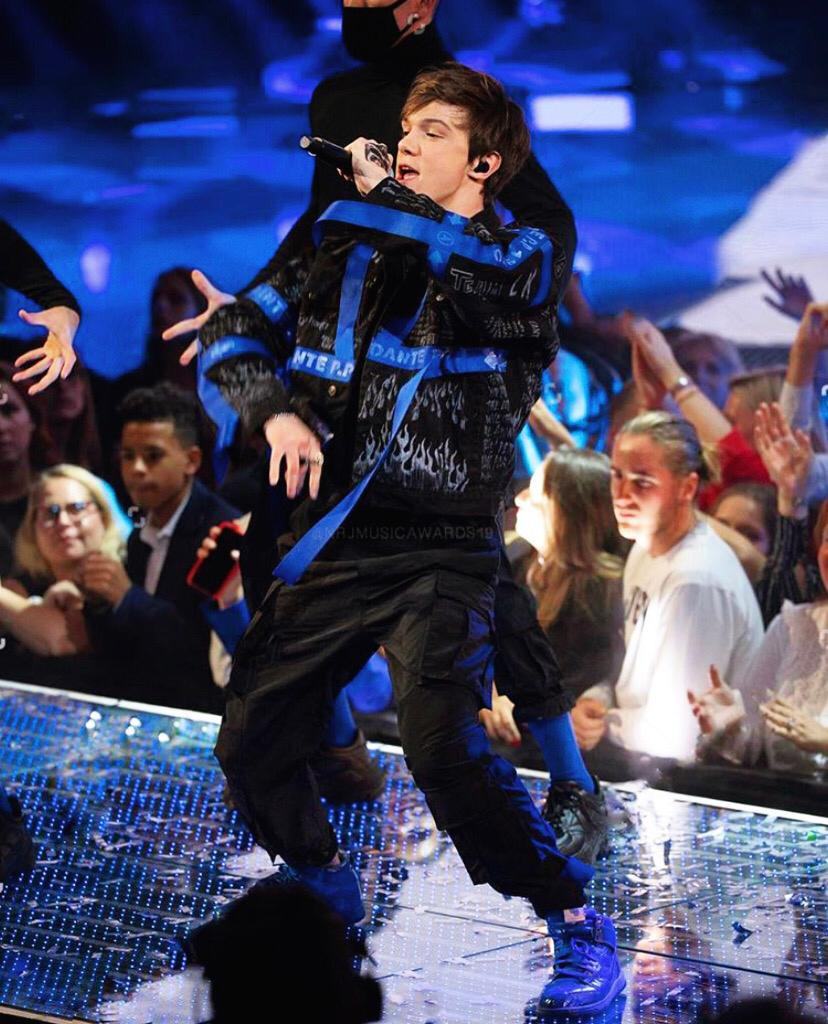
Ленни-Ким (2019)

Ленни-Ким Лаланд родился 8 сентября 2001 в Монреале, Квебек. Он единственный сын Гая Лаланда и Мириам Лэндри.
С раннего возраста он подражал певцам, которых видел по телевизору. В 8 лет Ленни-Ким входит в рекламное агентство и начинает сниматься в рекламе и фильмах в Квебеке.
В 2015 стал известным благодаря участию во 2 сезоне «The Voice Kids France» где выбрал Патрика Фьори (фр. Patrick Fiori) в качестве наставника, но его исключают из батлов. Затем он сообщает в Интернете о своём восстановлении, исполняя «Something Big» Шона Мендеса и — дуэтом с Фиби Коябе — «Love Me Like You Do» Элли Голдинг. Чтобы отметить Всемирный день предотвращения самоубийств, он выпускает песню «Pourquoi tout perdre», сопровождаемую клипом, воплощённым Антуаном Оливье Пилоном с участием таких актёров, как Марианн Вервилль (фр. Marianne Verville), Алис Морель-Мишо (фр. Alice Morel-Michaud), Камилль Фельтон (фр. Camille Felton), Мишель Жирар (фр. Michaël Girard) и Марк-Франсуа Блонди (фр. Mark-François Blondi).
В 2017 он подписывает контракт с Warner Music France, создающей его альбом «Les autres» (рус. «Другие»), который вышел в июне 2017-го. Его клипы на песни «Yolo» и «Don’t Stop» вместе набрали 38 миллионов просмотров, а последний недавно достиг отметки в 14 миллионов.
Исполняет дуэтом с Лу Жан (фр. Lou Jean) заглавную песню 2 сезона мультсериала «Леди баг и Супер-кот» (фр. Miraculous, les aventures de Ladybug et Chat Noir).
В октябре 2017 принимает участие в 8-м сезоне передачи «Танцы со звёздами» (фр. Danse avec les stars), став в 16 лет самым молодым кандидатом в истории телепрограммы. В конкурсе он занял 2-е место.
Номинирован на NRJ Music Awards в категории «Франкоязычное открытие года» (фр. Révélation francophone de l’année).
Принял участие в альбоме «Génération Enfoirés», вышедшем 1 декабря 2017 и в концерте «Enfoirés Kids», записанном 19 ноября 2017 и показанном 1 декабря 2017.
16 февраля 2018 выпускает клип для своей песни «Juste toi et moi» (рус. «Только ты и я»), набравший миллион просмотров в социальных сетях.
В 2018 исполняет роль друга по переписке близнецов Морено по имени Зак в пяти эпизодах сериала TF1 «Завтра принадлежит нам» (фр. Demain nous appartient).
В 2018 году принял участие в российском конкурсе «Новая Волна», где представлял Канаду.
В 2019 выпускает мини-альбом «18» в честь своего совершеннолетия.
В 2020 выпустил клип «Bad Buzz” 
В 2021 песню и клип «melancholy”. 
Осенью 2023 выпустил музыкальное видео на песню “Things I want”.
В 2024 году планирует выпустить второй полноформатный альбом.

## Дискография

### Альбом
- 2017 : Les autres (Warner Music France)

### Мини-альбом
- 2019 : 18 (Parlophone)

### Синглы
- Pourquoi tout perdre (2015)
- Don’t Stop (2017)
- Yolo (2017)
- Maylin (2017)
- Miraculous, feat. Lou Jean (2017)
- Juste toi et moi (2018)
- Still Waiting For You (2018)
- Minuit (2019)
- 18 — Unplugged (2019)
- Ce mur qui nous sépare, feat. Lou Jean (2019)
- Bad Buzz (2020)
- mélancolie (2021)
- mélancolie (Symphonique) (2021)

## Фильмография
- Le Pacte des anges (договор между ангелами) (2016)